# Сарыозен (река, впадает в Сарыкопу)
Сарыозен (Коныраулы; каз. Сарыөзен) — река в Казахстане, протекает в Акмолинской и Костанайской областях. Впадает в озеро Сарыкопа в бассейне реки Тургай.
Название Сарыозен переводится с казахского как жёлтая река.

## География
Берёт начало с возвышенности Сарыадыр, течёт на юго-запад по открытой местности и впадает у села Сага в озеро Сарыкопа. Иногда Сарыозен рассматривается как приток реки Тургай. Длина реки Сарыозен составляет 164 км, площадь бассейна 10 100 км². Ширина русла 20—50 м, иногда до 160 м. Половодье в апреле-мае. Питание снеговое, частично грунтовое. Летом на некоторых участках течения поддерживается горько-солёными грунтовыми водами. Среднегодовой расход воды у устья 3,57 м³/с. Весной вода пригодна для питья, используется для водопоя, орошения полей.
На реке расположены сёла Сага, Тактайкопыр, Степняк. У села Степняк через реку перекинут автомобильный мост.